# Список річок Белізу

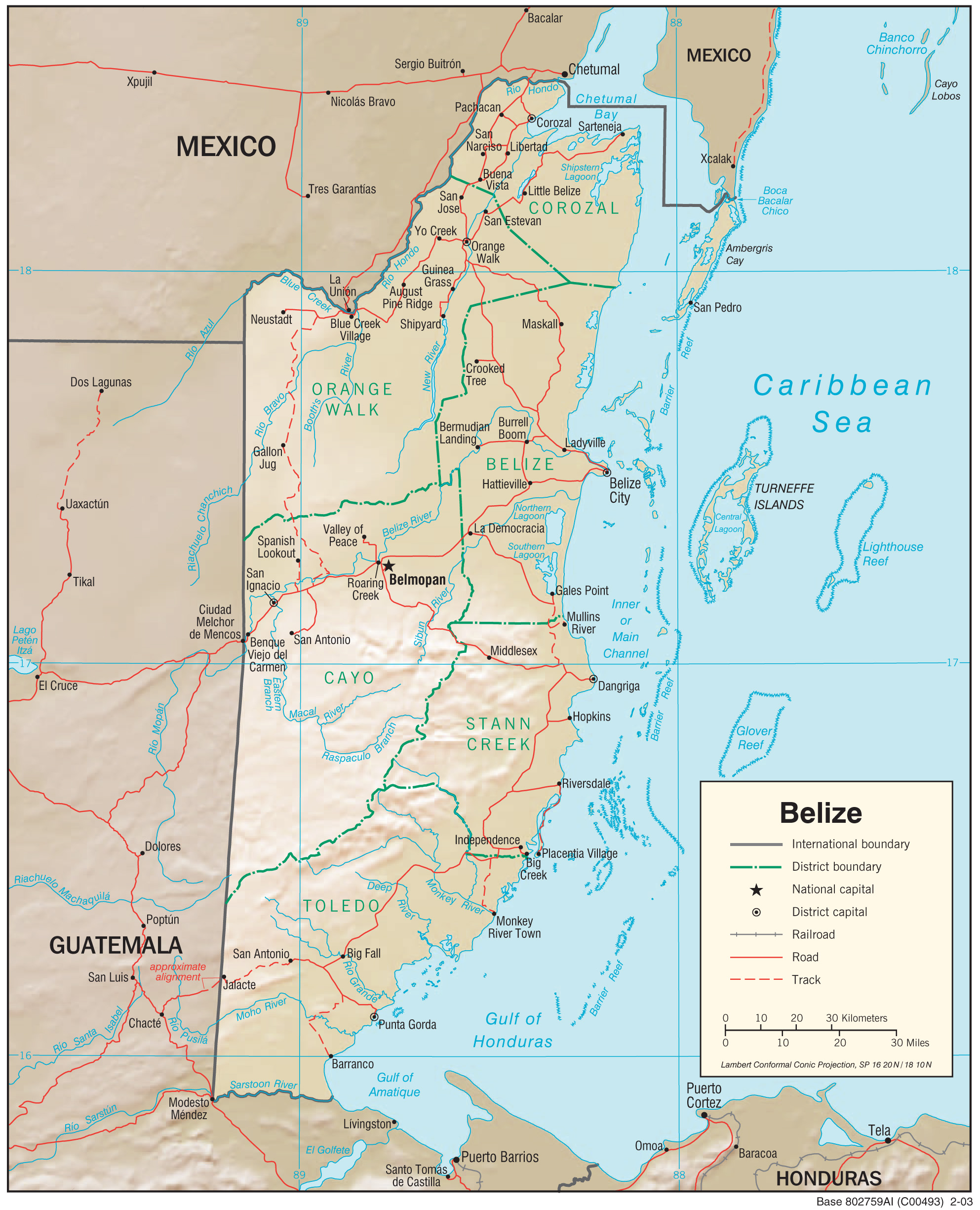
Карта річок Белізу

Список річок Белізу — перелік річок Белізу. У списку містяться данні про головні річки 30 основних річкових басейнів Белізу, а також про їхні найбільші притоки. Гідрологія Белізу складається з 30 великих річкових басейнів, що стікають до Карибського моря.

## Перелік річок
| Назва        | Округ                 | Довжина (км) | Стік           |
| ------------ | --------------------- | ------------ | -------------- |
| Ріо-Орно     | Ориндж-Волк, Коросаль | 320          | Карибське море |
| Ріо-Нуево    | Ориндж-Волк, Коросаль | 132          | Карибське море |
| Belize River | BZ, CY                |              | Caribbean Sea  |